# Benito Juárez, Minatitlán
Benito Juárez är en ort i Mexiko.   Den ligger i kommunen Minatitlán och delstaten Veracruz, i den sydöstra delen av landet, 600 km öster om huvudstaden Mexico City. Benito Juárez ligger 61 meter över havet och antalet invånare är 176.
Terrängen runt Benito Juárez är kuperad österut, men västerut är den platt. Runt Benito Juárez är det ganska glesbefolkat, med 29 invånare per kvadratkilometer. Närmaste större samhälle är Chuniapan de Arriba, 8,8 km sydväst om Benito Juárez. Omgivningarna runt Benito Juárez är en mosaik av jordbruksmark och naturlig växtlighet.